# Masters de tennis féminin 2009
Le Masters de tennis féminin est un tournoi de tennis professionnel féminin. L'édition 2009, classée en catégorie Masters, se dispute à Doha du 27 octobre au 1er novembre 2009.
Serena Williams remporte le simple dames. En finale, elle bat Venus Williams, décrochant à cette occasion le 35e titre de sa carrière sur le circuit WTA.
L'épreuve de double voit quant à elle s'imposer Nuria Llagostera Vives et María José Martínez Sánchez.

## Faits marquants
Les Masters de fin de saison se déroulent pour la deuxième fois dans la capitale qatarie.

### Matchs de poule
Dans le groupe blanc, la numéro un mondiale Dinara Safina abandonne au bout de onze minutes de jeu dans son premier match l'opposant à la Serbe Jelena Janković, en raison de douleurs de dos. Forfait pour la suite, elle est remplacée par Vera Zvonareva. Ce forfait provoque ipso facto la perte de sa place au sommet de la hiérarchie, au profit de Serena Williams, une semaine seulement après l'avoir récupérée. Jelena Janković et Caroline Wozniacki (deux victoires et une défaite chacune) se hissent dans le dernier carré.
Le groupe bordeaux est largement dominé par Serena Williams qui gagne ses trois matchs. Les trois autres protagonistes, Venus Williams, Svetlana Kuznetsova et Elena Dementieva comptent chacune un succès pour deux défaites à l'issue des poules. C'est au bénéfice du plus grand nombre de sets remportés que Venus se voit propulsée pour les demi-finales aux côtés de sa sœur cadette.

### Demi-finales
Dans la première demi-finale, Venus Williams s'impose en trois sets accrochés face à Jelena Janković. Elle se qualifie ainsi pour sa seconde finale d'affilée.
Serena Williams, dans la seconde demi-finale, bénéficie malgré elle de l'abandon de Caroline Wozniacki.

### Finale
Serena Williams gagne en deux manches face à sa sœur aînée Venus. Il s'agit de son second succès dans cette compétition, après celui de 2001.

### Double dames
L'épreuve voit s'imposer les Ibériques Nuria Llagostera et María José Martínez face aux numéros un mondiales et double tenantes du titre, Cara Black et Liezel Huber en finale. Pour leur première participation, les Williams perdent en demi-finale.

## Fonctionnement de l'épreuve
L'épreuve se dispute selon les modalités dites du « round robin ». Les huit meilleures joueuses de la saison sont séparées en deux groupes de quatre : un groupe dit « blanc » et l'autre « bordeaux », correspondant aux couleurs du drapeau qatari. S'affrontant toutes entre elles, seules les deux premières joueuses de chacun sont conviées en demi-finale, avant l'ultime confrontation pour le titre.
Le double dames aligne les quatre paires les plus performantes de l'année dans un classique tableau à élimination directe (demi-finales et finale).

## Primes et points
| Tour                           | Prime       | Points |
| ------------------------------ | ----------- | ------ |
| Victoire                       | 1 550 000 $ |        |
| Finale                         | 780 000 $   |        |
| 3 victoires en Round Robin     | 400 000 $   |        |
| 2 victoires en Round Robin     | 300 000 $   |        |
| 1 victoire en Round Robin      | 200 000 $   |        |
| Aucune victoire en Round Robin | 100 000 $   |        |

| Tour       | Prime     | Points |
| ---------- | --------- | ------ |
| Victoire   | 375 000 $ |        |
| Finale     | 187 500 $ |        |
| 1/2 finale | 93 750 $  |        |

Source: (en) Tableaux officiels de la WTA : simple — double — qualifications [PDF].

## Résultats en simple

### Groupe I (blanc)
| # | Vainqueur           | Adversaire         | Score              |
| 1 | Caroline Wozniacki  | Victoria Azarenka  | 1-6, 6-4, 7-5      |
| 2 | Jelena Janković     | Dinara Safina      | 1-1, ab.           |
| 3 | Victoria Azarenka   | Jelena Janković    | 6-2, 6-3           |
| 4 | Caroline Wozniacki  | Vera Zvonareva     | 6-0, 6-73, 6-4     |
| 5 | Jelena Janković     | Caroline Wozniacki | 6-2, 6-2           |
| 6 | Agnieszka Radwańska | Victoria Azarenka  | 4-6, 7-5, 4-1, ab. |

| # | N°   | Joueuse             | Matchs gagnés-perdus | Sets gagnés-perdus |
| 1 | (8)  | Jelena Janković     | 2-1                  | 3-2                |
| 2 | (4)  | Caroline Wozniacki  | 2-1                  | 4-4                |
| 3 | (6)  | Victoria Azarenka   | 1-2                  | 4-3                |
| 4 | (10) | Agnieszka Radwańska | 1-0                  | 1-1                |
| 5 |      | Dinara Safina       | 0-1                  | 1-0                |
| 6 | (9)  | Vera Zvonareva      | 0-1                  | 1-2                |

### Groupe II (bordeaux)
| # | Vainqueur           | Adversaire          | Score          |
| 1 | Serena Williams     | Svetlana Kuznetsova | 7-66, 7-5      |
| 2 | Elena Dementieva    | Venus Williams      | 3-6, 7-66, 6-2 |
| 3 | Serena Williams     | Venus Williams      | 5-7, 6-4, 7-64 |
| 4 | Venus Williams      | Svetlana Kuznetsova | 6-2, 7-63      |
| 5 | Serena Williams     | Elena Dementieva    | 6-2, 6-4       |
| 6 | Svetlana Kuznetsova | Elena Dementieva    | 6-3, 6-2       |

| # | N°  | Joueuse             | Matchs gagnés-perdus | Sets gagnés-perdus |
| 1 | (2) | Serena Williams     | 3-0                  | 6-1                |
| 2 | (7) | Venus Williams      | 1-2                  | 4-4                |
| 3 | (3) | Svetlana Kuznetsova | 1-2                  | 2-4                |
| 4 | (5) | Elena Dementieva    | 1-2                  | 2-5                |

### Tableau final
|  |                    |            |                |            |                 |     |   |        |        |        |        |        |
|  | 1/2 finale         | 1/2 finale | 1/2 finale     | 1/2 finale | 1/2 finale      |     |   | Finale | Finale | Finale | Finale | Finale |
|  |                    |            |                |            |                 |     |   |        |        |        |        |        |
|  |                    |            |                |            |                 |     |   |        |        |        |        |        |
|  | Caroline Wozniacki | (4)        | 4              | 1          | ab.             |     |   |        |        |        |        |        |
|  | Caroline Wozniacki | (4)        | 4              | 1          | ab.             |     |   |        |        |        |        |        |
|  | Serena Williams    | (2)        | 6              | 0          |                 |     |   |        |        |        |        |        |
|  | Serena Williams    | (2)        | 6              | 0          | Serena Williams | (2) | 6 | 7      |        |        |        |        |
|  |                    |            |                |            |                 | (2) | 6 | 7      |        |        |        |        |
|  |                    |            | Venus Williams | (7)        | 2               | 64  |   |        |        |        |        |        |
|  | Jelena Janković    | (8)        | Venus Williams | (7)        | 2               | 64  | 7 | 3      | 4      |        |        |        |
|  | Jelena Janković    | (8)        |                |            |                 |     | 7 | 3      | 4      |        |        |        |
|  | Venus Williams     | (7)        | 5              | 6          | 6               |     |   |        |        |        |        |        |
|  | Venus Williams     | (7)        | 5              | 6          | 6               |     |   |        |        |        |        |        |